# 高興墟戰鬥
高興墟戰鬥，中国大陆称高兴圩战斗，發生於1931年9月8、10日，地點則是在中國江西省兴国县高兴圩。是第一次国共内战中央苏区第三次反围剿战争主要戰鬥之一，交戰一方為中華民國國民革命軍十九路军，另一方則為中國共產黨所領導之中國工農紅軍红一方面军。戰鬥末了，国民革命军战报称：红军共傷亡八千餘被繳槍枝六千枝。红军方面的战报称：国民革命军伤亡2000余人，红军亡780人，伤1490人。
毛泽东其后也承认，此次战役是其一生中五大败仗之一。